# 野ウサギ狩り
『野ウサギ狩り』（のウサギがり、西: Cacería de liebres, 英: The Hare Hunt）は、17世紀オランダ黄金時代の画家フィリップス・ワウウェルマンが1665年ごろ、キャンバス上に油彩で制作した風景画である。スペイン国王フェリペ5世が取得した作品で、現在、マドリードのプラド美術館に所蔵されている。同じくプラド美術館に所蔵されている『狩猟の一団と漁師たち』の対作品となっている。

## 作品

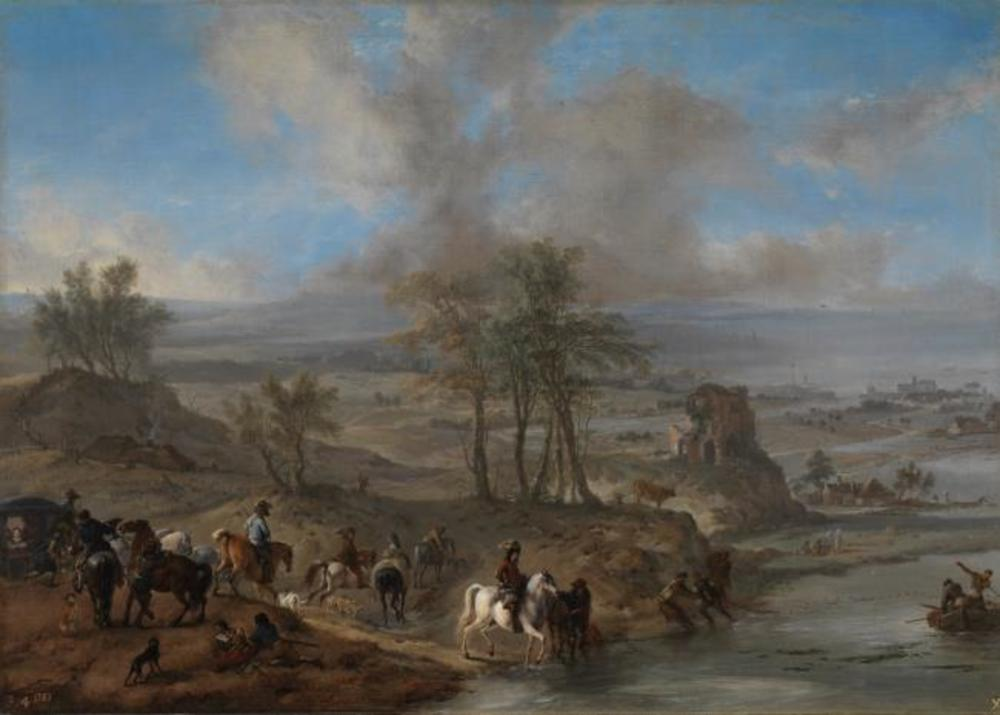
フィリップス・ワウウェルマン『狩猟の一団と漁師たち』 (1660-1662年)、プラド美術館、マドリード

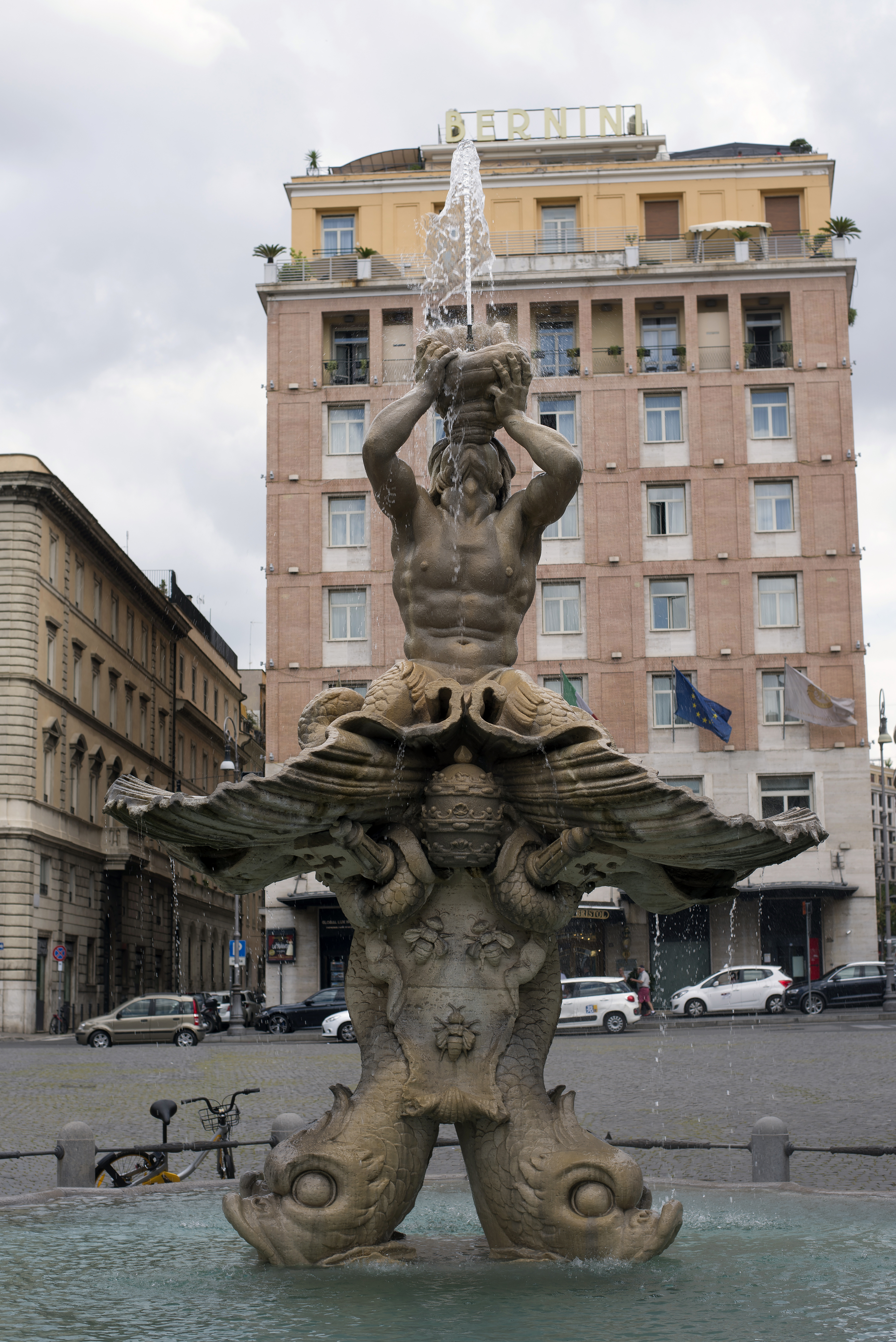
ジャン・ロレンツォ・ベルニーニ『トリトンの泉』 (1642-1643年)、ローマ

田舎の風景と狩猟の場面は、オランダの風景画の中でも特に人気の高いものであった。田舎の景観を宮廷的優雅さで描いたワウウェルマンの小品は、当時のヨーロッパの著名な収集家たちにより競って買い求められた。ワウウェルマンはとりわけ馬を描くことに関して当代随一とされ、名声を博した。
本作は、猟犬が野ウサギを捉えるところに馬上の貴婦人たちが立ち会う様を描いたものである。猟師、動物、建築物がパノラマ的眺望の中に表されているが、森のある山の風景はイタリア的風景画家 (イタリアに行ったことがあるか、イタリアの風景や古代遺跡に影響を受けた画家たち) の作品に触発されている。
風景の描写は精緻な細部を持ち、入念に描かれているが、特定の場所の地形を表したものではない。様々な事物を描いた別々の習作を合成し、美化したものである。本作には右側の後景に見える塔や、1642-1643年に制作されたジャン・ロレンツォ・ベルニーニの『トリトンの泉』などの南ヨーロッパ的な要素が見られる。ワウウェルマンは、エングレービングで『トリトンの泉』を見ていた可能性がある。
人物群の配置は、鑑賞者の視線を画面の奥にではなく、狩猟場面を表している左から右の川岸と泉まで導くように工夫されている。右寄りの中景に当たる部分では、貴婦人たちと食事を楽しむ紳士らが見える。さらに奥の塔の上では、狩猟を見物する第3の人物群が配置されている。柔らかく明るい色彩が画面全体を優雅な雰囲気で包んでいる。ワウウェルマンの狩猟場面は、ロココ趣味的な遊興場面の先駆けとなっているともいえる。塔から光景を見ている人々、楽器を弾く人々、そして川岸で休み、語らう男女の一団はアントワーヌ・ヴァトー (1684-1721年) を予告している。